# Nachal Ge'a
Nachal Ge'a (hebrejsky: נחל גיאה) je vádí v pobřežní nížině v jižním Izraeli. Začíná v nadmořské výšce okolo 50 metrů u vesnice Ge'a. Od východu přijímá vádí Nachal Tejma. Směřuje pak k jihozápadu plochou a zemědělsky využívanou krajinou. Jihovýchodně od vesnice Mavki'im ústí zprava do vádí Nachal Oved. Poblíž se kříží železniční trať Kirjat Gat-Aškelon a budoucí železniční trať Aškelon-Beerševa.